# Yoshinobu Ishii
Yoshinobu Ishii (jap. 石井 義信, Ishii Yoshinobu; * 13. März 1939 in Fukuyama, Präfektur Hiroshima; † 26. April 2018) war ein  japanischer Fußballspieler und Fußballtrainer.

## Nationalmannschaft
1962 debütierte Ishii für die japanische Fußballnationalmannschaft.

## Errungene Titel
- Japan Soccer League: 1965, 1966, 1967
- Kaiserpokal: 1965, 1967